# Lepidocyrtus inornatus
Lepidocyrtus inornatus är en urinsektsart som beskrevs av James P. Folsom 1932. Lepidocyrtus inornatus ingår i släktet Lepidocyrtus och familjen brokhoppstjärtar. Inga underarter finns listade i Catalogue of Life.